# Parceria Transpacífica
Parceria Transpacífica (em inglês: Trans-Pacific Partnership, TPP) é um acordo de livre-comércio estabelecido entre doze países banhados pelo Oceano Pacífico e relativo a uma variedade de questões de política e econômicas, dentre elas superar a Crise financeira de 2007–2008. O acordo foi alcançado em 5 de outubro de 2015 após sete anos de negociações. Seus objetivos declarados são: "promover o crescimento econômico; apoiar a criação e manutenção de postos de trabalho, reforçar a inovação, a produtividade e a competitividade; elevar os padrões de vida, reduzir a pobreza em nossos países, e promover a transparência, a boa governança e proteção ambiental." O acordo é semelhante ao Acordo de Parceria Transatlântica de Comércio e Investimento (TTIP), proposto entre os Estados Unidos e União Europeia.
Historicamente, a Parceria Transpacífica é uma expansão do Acordo de Parceria Econômica Estratégica Transpacífica (TPSEP, também referido como P4), que foi assinado por Brunei, Chile, Nova Zelândia e Singapura em 2005. A partir de 2008, outros países aderiram à discussão para um acordo mais amplo: Austrália, Canadá, Japão, Malásia, México, Peru, Estados Unidos e Vietnã, elevando o número total de países que participam das negociações para doze.
As negociações deveriam estar concluídas em 2012, mas vários pontos controversos, sobretudo referentes a agricultura, propriedade intelectual, serviços (incluindo serviços financeiros, telecomunicações, infraestrutura, entre outros) e investimentos fizeram com que as negociações se prolongassem. Os membros finalmente chegaram a um acordo em 5 de outubro de 2015.
No entanto, as negociações têm suscitado críticas e protestos por parte de especialistas mundiais de saúde, ativistas da liberdade na Internet, ambientalistas, sindicatos, grupos de advocacy e políticos, em grande parte devido ao sigilo das negociações, à amplitude do escopo do acordo e às cláusulas controversas das versões preliminares, que vazaram para o público. A proposta apresentada pelos Estados Unidos foi criticada por ser excessivamente restritiva, no que se refere a medidas de proteção à propriedade intelectual, e por conter regras ainda mais severas do que as previstas pelo acordo de livre-comércio entre Coreia do Sul e Estados Unidos (conhecido como KORUS FTA)  e pelo Acordo Comercial Anticontrafação (ACTA). A proposta chegou a ser comparada ao polêmico projeto de lei Stop Online Piracy Act (SOPA). Além disso, segundo os críticos, as medidas propostas poderiam afetar a disponibilidade de medicamentos genéricos nos países em desenvolvimento. Em 23 de janeiro de 2017, no entanto, o então presidente dos Estados Unidos, Donald Trump, assinou um decreto determinando a retirada do país da Parceria Transpacífica, ainda não implementada.

## História

### Acordo de Parceria Econômica Estratégica Transpacífica
Brunei, Chile, Singapura e Nova Zelândia são partes do Acordo Transpacífico de Parceria Econômica, assinado em 2005 e que entrou em vigor em 2006. O acordo original contém uma cláusula de adesão e afirma o compromisso dos membros de incentivar a adesão à este Acordo por outras economias. Trata-se de um acordo abrangente que afeta o comércio de bens, as regras de origem, os remédios comerciais, as medidas sanitárias e fitossanitárias, as barreiras técnicas ao comércio, o comércio de serviços, a propriedade intelectual, as compras governamentais e a política de concorrência. Entre outras coisas, exigiu uma redução de 90% de todas as tarifas entre os países membros até 1º de janeiro de 2006 e a redução de todas as tarifas de comércio para zero até o ano de 2015.
Embora as partes originais e negociadoras sejam membros da Cooperação Econômica Ásia-Pacífico (APEC), o acordo não era uma iniciativa da APEC. No entanto, o acordo é considerado como um complemento para a área de livre comércio proposta da região Ásia-Pacífico, uma iniciativa da APEC. Em janeiro de 2008, os Estados Unidos concordaram em entrar em negociações com os membros do Pacífico 4 (P4) com relação à liberalização comercial dos serviços financeiros.

### Ratificação do acordo original
O acordo original foi ratificado pelo Japão e pela Nova Zelândia. A principal competição do Japão na região é a China e as duas nações têm visões distintas sobre como a economia do Sudeste Asiático deve se desenvolver. Antes do TPP, o Japão tentou dominar o Fundo Monetário Asiático (FMA), o que os EUA bloquearam. Em 2011, o Japão conseguiu estabelecer um acordo de cooperação com a China e a Coreia do Sul chamado de "Acordo de Livre Comércio da República Popular da China", que não incluía a intenção do Japão de usar a China para obter apoio dos Estados Unidos dentro do acordo. Em 9 de dezembro de 2016, a resolução da participação foi feita na Câmara dos Conselheiros e notificou a conclusão dos procedimentos internos para ratificação ao depositário do tratado (Nova Zelândia) como o primeiro país ratificado em 20 de janeiro de 2017.
A Nova Zelândia ratificou o TPP em 11 de maio de 2017. A primeira-ministra Jacinda Ardern tentará renegociar o acordo da Parceria Transpacífica (TPP) no Vietnã a tempo de permitir que o governo proíba especuladores estrangeiros comprando casas existentes em seu país. Ela disse: "Nossa visão é que será possível equilibrar nosso desejo de garantir que ofereçamos habitação acessível, aliviando a demanda e proibindo os especuladores estrangeiros de comprarem casas existentes, ao mesmo tempo em que cumprem nossas metas comerciais."

### Saída dos Estados Unidos
Durante um discurso sobre a campanha presidencial de 2016, o candidato do Partido Republicano, Donald Trump, prometeu retirar os Estados Unidos da Parceria Transpacífica, caso fosse eleito. Ele argumentou que o acordo "minaria" a economia e a independência do país. Em 21 de novembro de 2016, em uma mensagem de vídeo, Trump introduziu uma estratégia econômica de "colocar os EUA em primeiro lugar", afirmando que negociaria "acordos bilaterais de comércio justo que trouxessem empregos e indústria de volta à costa americana". Como parte desse plano, Trump confirmou sua intenção de os Estados Unidos se retirarem da Parceria Transpacífica em seu primeiro dia no cargo. McConnell afirmou que o TPP não seria considerado durante a sessão do Congresso antes da posse de Trump.
Trump assinou um memorando presidencial para retirar os Estados Unidos da TPP em 23 de janeiro de 2017. O senador norte-americano John McCain criticou a retirada, dizendo que "enviará um sinal preocupante do desengajamento norte-americano na região Ásia-Pacífico, no momento em que menos podemos pagar." O senador Bernie Sanders aplaudiu a medida, dizendo: "Nos últimos 30 anos, tivemos uma série de acordos comerciais [...] que nos custaram milhões de empregos com salários decentes e causaram uma "corrida para o fundo" que reduziu os salários dos trabalhadores americanos."

### Acordo Abrangente e Progressivo para a Parceria Transpacífica
O futuro da TPP era incerto após a retirada dos Estados Unidos. Vários signatários, no entanto, sinalizaram sua intenção de renegociar o TPP sem a participação dos EUA. Em janeiro de 2018, os onze países restantes concordaram com um TPP revisado, agora renomeado como o "Acordo Abrangente e Progressivo para a Parceria Transpacífica" (AAPPT). O acordo permanece substancialmente o mesmo, mas contém uma lista de 20 "disposições suspensas" que foram adicionadas ao TPP por insistência dos EUA e que agora não são mais vinculativas. Essas provisões referem-se principalmente a investimentos, compras governamentais e propriedade intelectual. O Reino Unido manteve conversações informais para se juntar às negociações renovadas após o Brexit e manifestou interesse em aderir ao TPP no futuro.

## Membros
Onze países participaram das negociações para a Parceria Transpacífica:

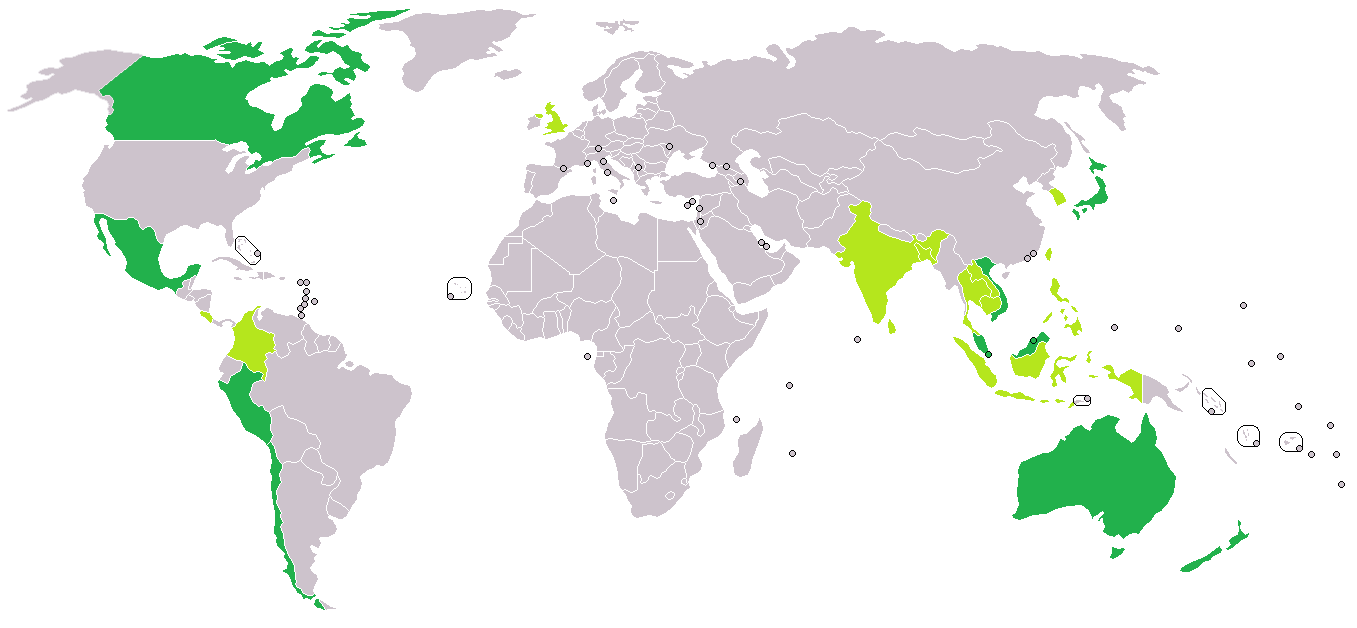
Membros
Interessados em aderir

| País/região   | Status (acordo de 2005) | Status           | Início das negociações |
| ------------- | ----------------------- | ---------------- | ---------------------- |
| Singapura     | Membro                  | Acordo alcançado | Fevereiro de 2008      |
| Brunei        | Membro                  | Acordo alcançado | Fevereiro de 2008      |
| Nova Zelândia | Membro                  | Acordo alcançado | Fevereiro de 2008      |
| Chile         | Membro                  | Acordo alcançado | Fevereiro de 2008      |
| Austrália     | Não membro              | Acordo alcançado | Novembro de 2008       |
| Peru          | Não membro              | Acordo alcançado | Novembro de 2008       |
| Vietname      | Não membro              | Acordo alcançado | Novembro de 2008       |
| Malásia       | Não membro              | Acordo alcançado | Outubro de 2010        |
| México        | Não membro              | Acordo alcançado | Outubro de 2012        |
| Canadá        | Não membro              | Acordo alcançado | Outubro de 2012        |
| Japão         | Não membro              | Acordo alcançado | Maio de 2013           |

### Países que deixaram a parceria
| País           | Estatuto   | Início das negociações | Assinatura da TPP      | Saída                 |
| -------------- | ---------- | ---------------------- | ---------------------- | --------------------- |
| Estados Unidos | Não membro | Fevereiro de 2008      | 4 de fevereiro de 2016 | 23 de janeiro de 2017 |